# Dầu hassel
Dầu hassel (danh pháp khoa học: Dipterocarpus hasseltii) là cây thuộc họ Dầu. Loài này mọc trong rừng đất thấp cùng với các cây họ Dầu khác, và được dùng để lấy gỗ. Cây phân bố ở Indonesia (Bali, Java, Kalimantan, Sumatra), bán đảo Malaysia, Sabah, Philippines, Thái Lan và Việt Nam.